# Jiří Pacold
Jiří Pacold (24. dubna 1834 Chrudim – 16. února 1907 Praha) byl český profesor stavitelství na pražské technice.

## Život

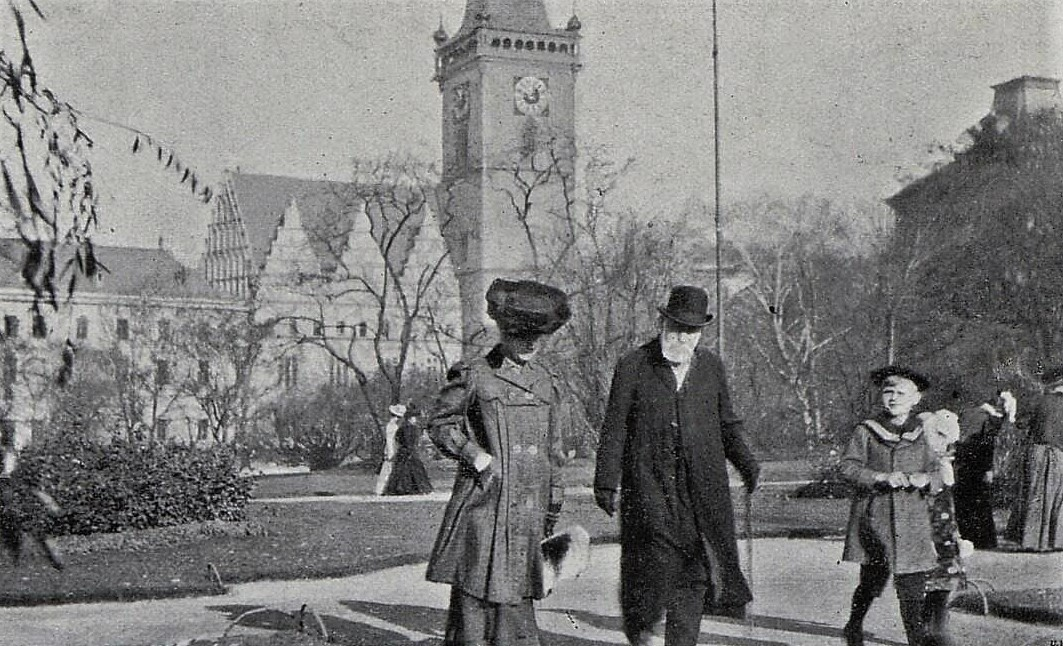
Jiří Pacold s vnoučaty, Praha 1907

Narodil se v rodině soukenického mistra Antonína Pacolda a jeho manželky Rozálie, rozené Neumainové.
Po absolvování reálky v Chrudimi a technických studiích v Praze se začal věnovat stavitelské praxi. Vedle toho dál studoval a roku 1863 se habilitoval jako soukromý docent pro hospodářské a průmyslové stavitelství. O dva roky později se stal docentem pro encyklopedii pozemního stavitelství a 17. září 1871 řádným profesorem české polytechniky. Roku 1889 byl jmenován rektorem této školy. Byl autorem odborných textů, například Konstrukce pozemního stavitelství a Stavitelský praktik.
Zemřel v Praze, byl pochován na Vyšehradském hřbitově.

### Rodinný život
Dne 12. listopadu 1867 se oženil s Marií Balzerovou (1842–??, místo sňatku neurčeno). Manželé Pacoldovi bydleli na pražském Novém Městě, měli dvě dcery a dva syny.

## Dílo
Pacold byl jedním z odborníků, kteří pomáhali při obnově Národního divadla po požáru roku 1881. Působil jako přísný a pečlivý stavební dozor a svou činností pomohl zajistit včasné a kvalitní provedení prací.
Zdokonalil také výrobu vápna – jím navržené pece dokázaly zpracovat i netříděný vápenec, což do té doby nebylo možné. Dodnes se zachovala jako technická památka Pacoldova vápenka ve Velké Chuchli.

### Knižní vydání
- Studie pozemního stavitelství/grafika] (V Praze, H. Dominicus, 1880)
- Statika konstrukcí pozemního stavitelství (V Praze, J. Pacold, 1881 a 1897)
- Stavitelský praktik (V , J. Pacold, 1883 a 1887)
- Konstrukce pozemního stavitelství. Díl I.: Práce tesařské, pokrývačské a truhlářské, podlahy, stropy a schody dřevěné, Díl II.: Práce kamennické, zednické, dlaždičské, kovářské a zámečnické, nespalné schody, Díl III.: Železné krovy, topení, ventilace, osvětlení, záchody, odstraňování výkalův a odpadků z domů, návrhy staveb, domy rodinné a činžovní (V Praze, J. Pacold v komissi knihkupectví Fr. Řivnáče, 1890-1895na 1900-1903)
- Stavitelský praktik I a II (V Praze, I. L. Kober, 1913)